# Meridiurus venitus
Meridiurus venitus är en mångfotingart som beskrevs av Vohland 1998. Meridiurus venitus ingår i släktet Meridiurus och familjen Aphelidesmidae. Inga underarter finns listade i Catalogue of Life.